# Toro Rosso STR4
De Toro Rosso STR4 is een Formule 1-auto die gebruikt werd door Toro Rosso in het seizoen 2009. De wagen werd op 9 maart 2009 voorgesteld op het Circuit de Barcelona-Catalunya.
De eerste helft van het seizoen waren de rijders Sébastien Bourdais en Sébastien Buemi. Bourdais werd vanaf de Grand Prix van Hongarije vervangen door Jaime Alguersuari.
De wagen werd vaak vergeleken met de Red Bull RB5, maar hoofdontwerper Giorgio Ascanelli heeft altijd het tegendeel beweerd. De wagens werden wel in de basis ontworpen door hetzelfde team, maar de Toro Rosso reed met een Ferrari-motor, terwijl de Red Bull door een Renault-motor werd aangedreven. Dit zorgde ervoor dat de wagens op erg veel punten verschillend moesten zijn.

## Resultaten
| Resultaat                       |
| ------------------------------- |
| Winnaar                         |
| Tweede plaats                   |
| Derde plaats                    |
| Gefinisht (punten behaald)      |
| Gefinisht (geen punten behaald) |
| Niet geklasseerd (NC)           |
| Uitgevallen (DNF)               |
| Niet gekwalificeerd (DNQ)       |
| Gediskwalificeerd (DSQ)         |
| Niet gestart (DNS)              |
| Gewond (INJ)                    |
| Uitgesloten (EX)                |
| Teruggetrokken (WD)             |
| Niet deelgenomen (blanco cel)   |
| P Pole position                 |
| S Snelste ronde                 |

| Jaar | Chassis         | Motor          | Banden | Coureurs           | 1   | 2   | 3   | 4   | 5   | 6   | 7   | 8   | 9   | 10  | 11  | 12  | 13  | 14  | 15  | 16  | 17  | Punten | WK-plaats |
| ---- | --------------- | -------------- | ------ | ------------------ | --- | --- | --- | --- | --- | --- | --- | --- | --- | --- | --- | --- | --- | --- | --- | --- | --- | ------ | --------- |
| 2009 | Toro Rosso STR4 | Ferrari 056 V8 | B      |                    | AUS | MAL | CHN | BHR | SPA | MON | TUR | GBR | DUI | HON | EUR | BEL | ITA | SIN | JPN | BRA | ABU | 8      | 10        |
| 2009 | Toro Rosso STR4 | Ferrari 056 V8 | B      | Sébastien Bourdais | 8   | 10  | 11  | 13  | DNF | 8   | 18  | DNF | DNF |     |     |     |     |     |     |     |     | 8      | 10        |
| 2009 | Toro Rosso STR4 | Ferrari 056 V8 | B      | Jaime Alguersuari  |     |     |     |     |     |     |     |     |     | 15  | 16  | DNF | DNF | DNF | DNF | 14  | DNF | 8      | 10        |
| 2009 | Toro Rosso STR4 | Ferrari 056 V8 | B      | Sébastien Buemi    | 7   | 16† | 8   | 17  | DNF | DNF | 15  | 18  | 16  | 16  | DNF | 12  | 13‡ | DNF | DNF | 7   | 8   | 8      | 10        |
| Jaar | Chassis         | Motor          | Banden | Coureurs           | 1   | 2   | 3   | 4   | 5   | 6   | 7   | 8   | 9   | 10  | 11  | 12  | 13  | 14  | 15  | 16  | 17  | Punten | WK-plaats |

† Coureur is niet gefinisht in de GP, maar heeft wel 90% van de race-afstand afgelegd, waardoor hij als geclassificeerd genoteerd staat.
‡ Sébastien Buemi finishte de Grand Prix van Italië niet, omdat hij de safety car in de laatste ronde volgde naar de pits. Hij werd wel geklasseerd, omdat hij 90% van de race-afstand afgelegd.